# Anatoli Nikolajewitsch Jarkin
Anatoli Nikolajewitsch Jarkin (russisch: Анатолий Николаевич Яркин; * 11. November 1958 in Novoye Saporozhye, Ukraine) ist ein ehemaliger sowjetischer Radrennfahrer und Olympiasieger im Radsport.

## Sportliche Laufbahn
Seine internationale Karriere begann im Februar 1979 mit dem Start bei der Kuba-Rundfahrt, wobei er auf Anhieb eine Etappe gewann. Im Sommer wurde er sowjetischer Meister im Mannschaftszeitfahren. Bereits ein Jahr später wurde er Olympiasieger im Mannschaftszeitfahren mit der Auswahl der Sowjetunion (mit Juri Kaschirin, Aleh Lohwin und Sergei Schelpakow). Er startete auch im olympischen Straßenrennen und wurde dort Sechster. Ein Jahr später gewann er erneut zwei Etappen der Kuba-Rundfahrt. 1981 gewann er bei der UCI-Straßen-Weltmeisterschaft im Mannschaftszeitfahren Silber. Im Mai 1982 war er bei der Internationalen Friedensfahrt Neunter geworden. 1983 gewann er den nationalen Titel im Einzelzeitfahren. Er startete für den Verein „VS Kuibyschew“.